# Arena Hash
Arena Hash était une formation pop rock du Pérou qui devint célèbre en 1987 avec le hit Cuando La Cama Me Da Vueltas. Arena Hash devint populaire à partir de sa diffusion radiophonique au Pérou. Le groupe se sépare en 1991 pour la cause du début de la carrière en solo fulgurante de Pedro Suárez-Vértiz.

## Membres de la formation
- Pedro Suárez-Vértiz (voix - guitare) † 28 décembre 2023
- Patricio Suárez-Vértiz (basse)
- Christian Meier (clavier)
- Arturo Pomar Jr. (batterie).

## Albums
- Arena Hash (1988)
- Ah, Ah, Ah... (1990)
- Del Archivo de... Arena Hash (1995)

### Meilleurs titres
- Cuando la Cama Me Da Vueltas
- Me Resfrié en Brasil
- Y Es Que Sucede Así
- ¿Cómo Te Va, Mi Amor?
- El Rey del Ah, Ah, Ah